# Tumba (Bełasica)
Tumba (bułg. Тумба) – szczyt górski w paśmie górskim Bełasica na południowych Bałkanach. Wysokość – 1883 m n.p.m., współrzędne geograficzne – 41°33’85”N, 22°92’76”E. 
Szczyt ma kształt kopuły, tworzą go skały metamorficzne. Roślinność typu subalpejskiego. Szczyt jest dostępny od strony bułgarskiej ze wsi Kljucz, Skryt i Gabrene i od strony macedońskiej ze wsi Smołari. Od 2001 w sierpniu każdego roku odbywają się rajdy turystyczne na szczyt pod hasłem "Bałkany bez granic". 
Na szczycie zbiegają się granice Macedonii Północnej, Bułgarii i Grecji. W punkcie zbiegu granic stoi piramida – znak graniczny nr 1.